# Coleção Saber Horrível
Os Horríveis, em Portugal, e Saber Horrível, no Brasil, é uma coleção infanto-juvenil de livros enciclopédicos ilustrados. Foi concebida para cativar as crianças e jovens para a educação e conhecimento de variadas matérias através de uma abordagem inovadora e incomum, usando ironia, informalidade, humor e interacção, mostrando os aspectos, entre outros, mais desagradáveis, engraçados, estranhos e violentos das matérias, e conquistando por fim os leitores defendendo a posição de que as escolas, do modelo de educação tradicional estabelecido, são enfadonhas, contrastando-as com os seus livros, que prometem nunca ser aborrecidos e alinhando-se do lado dos jovens leitores na busca de verdades omitidas e de educação divertida. A coleção tornou-se um grande sucesso comercial.
Os primeiros livros da série, The Terrible Tudors e The Awesome Egyptians, foram publicados originalmente em Junho de 1993. Em Portugal, a coleção é publicada pela editora Publicações Europa-América e divide-se em sub-coleções: História Horrível, Ciência Horrível, Geografia Horrível e Cultura Horrível, havendo ainda as categorias de Histórias Horríveis e Finados Famosos. No Brasil, "Saber Horrível" é editada pela Editora Melhoramentos, já tendo vendido mais de um milhão de exemplares.
Os livros da franquia de entretenimento educativo Horrible Histories e os seus derivados são livros enciclopédicos infanto-juvenis ilustrados de vários autores, constituindo várias coleções, mas sem possuírem um nome global oficial.

## Origem
Os livros são de origem inglesa e a sua primeira coleção, lançada em 1993 no Reino Unido, foi titulada Horrible Histories (Histórias Horríveis), dando origem depois à franquia com o mesmo nome. Da coleção Horrible Histories, surgiram várias coleções idênticas derivadas, como as de Horrible Science (Ciência Horrível) e The Knowledge (O Saber). Alguns dos muitos livros foram traduzidos para várias línguas, sendo agrupados de maneira diferente conforme a língua, o país e a edição. Ao contrário do que acontece nas versões em inglês, em Portugal os livros traduzidos foram agrupados maioritariamente numa coleção própria global, denominada Os Horríveis, que se subdivide então em várias sub-colecções, ficando apenas a série Finados Famosos agrupada à parte. No Brasil, os poucos livros traduzidos foram agrupados numa única coleção chamada de Saber Horrível. Existem vários outros títulos noutros países e línguas.
Os livros foram concebidos para cativar as crianças e os jovens para a educação e conhecimento de variadas matérias através de uma abordagem inovadora e incomum, usando ironia, informalidade, humor e interacção, mostrando os aspectos, entre outros, mais desagradáveis, engraçados, estranhos e violentos das matérias, e conquistando por fim os leitores defendendo a posição de que as escolas, do modelo de educação tradicional estabelecido, são «enfadonhas», contrastando-as com os livros apresentados, que prometem nunca ser aborrecidos e alinham-se do lado dos jovens leitores na busca de verdades omitidas e de educação divertida.
A coleção global tornou-se um grande sucesso comercial. A versões originais em inglês receberam críticas favoráveis e vários prémios e nomeações. Foram vendidos milhões de exemplares no mundo.

## Criação e desenvolvimento
Os livros foram originalmente lançados no Reino Unido pela editora Scholastic Corporation. A série original chamou-se Horrible Histories (Histórias Horríveis) e originou depois a franquia de entretenimento educativo com o mesmo nome, Horrible Histories. Os seus livros foram escritos por Terry Deary, Peter Hepplewhite e Neil Tonge, e ilustrados por Martin Brown, Mike Phillips, Phillip Reeve, e Kate Sheppard. Os primeiros livros da série, The Terrible Tudors e The Awesome Egyptians, foram primeiro publicados em Junho de 1993. Foi desta série, Horrible Histories, que derivaram outras séries.

### AsHorrible Histories
Terry Deary descobriu que tinha talento para a escrita quando estava no ensino secundário. Afirmou «Eu era claramente bom, tinha boas notas, mas nunca nenhum professor me disse: devia tentar fazer alguma coisa com isto». Em vez disso, ele seguiu para ator, e a escrita «por fim veio daí». Deary estudou drama e trabalhou como um ator professor em Wales. Em seguida, tornou-se encenador e começou a escrever peças para crianças. Muitas destas peças acabaram por ser reescritas e adaptadas para a série dos livros das Horrible Histories. Deary afirmou «Eu estava numa pequena empresa de excursões, a levar peças às crianças pelos salões galeses. Eu achei que tinha uma facilidade em atirar ideias para guiões».
Após uma excursão de particular sucesso de uma peça chamada de The Custard Kid, acerca de um «cowboy covarde», Deary decidiu que queria imortalizar a obra, tornando-a num livro e enviando-a às editoras. A editora 24th concordou com a publicação do trabalho de Deary, que tinha então cerca de 30 anos de idade. Pela altura em que a ideia das Horrible Histories lhe foi apresentada pela sua editora, Deary tinha escrito cerca de 50 novelas infantis. O jornal The Guardian explica que «eles queriam um "livro de história anedótico" e – quando ele protestou que nada sabia acerca de história – ofereceram-se para dispor dos factos para acompanharem as piadas». Deary explica o começo da série assim: «Os editores originalmente pediram um livro anedótico com um tema de história. Disseram, "Põe uns quantos factos interessantes para desfasar as piadas pois algumas das tuas piadas são mesmo más." E quando vi os factos, achei que eram muito mais interessantes do que as piadas. Portanto acabamos com um livro de factos com piadas. Criamos um novo género.»
O 5º livro da coleção, Blitzed Brits, foi publicado em 1995, coincidindo ao acaso com o 50º aniversário do Dia da Vitória na Europa. O livro alcançou o 1º lugar na lista dos mais vendidos. Deary decidiu que o livro apenas mostrou o ponto de vista britânico durante a Segunda Guerra Mundial. Portanto, Deary escreveu Woeful Second World War (A Terrível Segunda Guerra «Mundial»), focando-se em acontecimentos em França, na Polónia, na Alemanha e na Rússia durante a guerra. O livro foi publicado em Setembro de 1999, que coincidiu com o 60º aniversário do surto da Segunda Guerra Mundial.
Em 2003, para celebrar o 10º aniversário da publicação dos livros, a editora Scholastic realizou um concurso para se encontrar o «Maior Crânio» das Horrible Histories. Deary foi o anfitrião do concurso, que consistia num questionário, e ao longo de uma série de partidas, excluiu gradualmente cinco dos seis finalistas, de 500 concorrentes, a serem convidados a Londres.
Deary acabou por voltar ao palco. Mad Millennium foi comissionado pelo director Phil Clark, que não era uma cara nova. Ele sugeriu transformar os livros em obras de teatro completas. Deary estava feliz por voltar a escrever peças.
Em 2007, a coleção original começou a ser reeditada com uma nova aparência e novo conteúdo. Os novos livros alteraram a informação na contracapa e deram um novo desenho à capa. Muitos dos livros foram reeditados como pacotes televisivos por volta da mesma altura em que a série televisiva de ato real derivada das Horrible Histories foi transmitida.
No início da década de 2010, Deary decidiu que a série tinha naturalmente terminado. Disse «Teve uma boa prestação, teve uma melhor prestação do que a maior parte das séries infantis», e acrescentou que apesar dos seus publicadores não cessarem oficialmente a série, havia «uma impressão geral» de que acabaria. The Guardian explica, «Deary entregou as rédeas [da sua franquia] há muito, dizendo que está mais que feliz por a deixar nas mãos de outros». Isto inclui a empresas como a Birmingham Stage, que põe peças adaptadas dos seus livros no palco, e a CBBC que tem transmitido uma adaptação premiada de ato real dos seus livros desde 2009.
Em 2013, muitos dos livros foram reeditados num tema de «20 anos horríveis».

#### Expansão para franquia
A coleção de livros Horrible Histories acabou por se expandir para toda uma franquia com o mesmo nome, com videojogos, brinquedos, revistas, e um programa televisivo de jogos. Houve adaptações para a televisão de animação e de ato real, como a de 2009.

### AHorrible Science
Horrible Science (Ciência Horrível) é uma coleção de livros derivada da Horrible Histories. Foi escrita por Nick Arnold e ilustrada por Tony De Saulles, tirando o livro Evolve or Die (Evolui ou Morre), que foi escrito por Phil Gates.
Quando Nick Arnold era um jovem estudante ele era fascinado pelos bocados nojentos da educação. Tornou-se surpreendentemente o seu feliz ganha-pão.
Ele confessou, «basicamente eu era uma criança horrível e não havia nada de que gostasse mais do que descobrir factos insalubres e escrever histórias assustadoras». Adianta que «Eu sabia que queria escrever histórias sangrentas e naquela altura eu achava que teria de ganhar a vida escrevendo histórias acerca de história e de inglês, como pareciam ser as disciplinas que tinham mais sangue derramado». «Mas depois apercebi-me de que a ciência na verdade tem bastantes histórias – e de que elas podem ser mesmo horríveis!»
Arnold estava a trabalhar na Universidade de Londres do Norte num projeto para ensinar a natureza às crianças quando se deparou com o seu golpe de mestre. «Foi na realidade um golpe de sorte ou uma carta bem posicionada – o que quiserem acreditar», ele disse. «Pois eu escrevi uma carta mesmo insolente aos editores da Scholastic a dizer que se eles procurassem alguém para escrever um livro horrível de ciência, eu seria a pessoa certa.» «E quem diria que eles deixaram-me mesmo escrever um livro de ciência e pôr muitos bocados horríveis nele – e depois foi muito bem sucedido.» Foi um sucesso tão grande que a coleção de Horrible Science foi mundialmente lida por milhões de crianças (e bastantes adultos). Também foi vista por milhares pelo Reino Unido, pois foi adaptada para o teatro pela empresa Birmingham Stage.

### Outras derivações
Da coleção Horrible Histories derivaram ainda várias outras. É o caso de Horrible Geography (Geografia Horrível), que foi escrita por Anita Ganeri e ilustrada por Mike Phillips. Também derivada, a série Totally (Completamente) era originalmente chamada The Knowledge (O Saber) e foi escrita por vários autores, incluindo Terry Deary (autor da de Horrible Histories), Nick Arnold (author da de Horrible Science) e Kjartan Poskitt (autor da coleção Murderous Maths). Esta série, The Knowledge, corresponde à sub-coleção portuguesa Cultura Horrível. Horribly Famous (Horrivelmente Famosos) é ainda outra séria derivada, originalmente havendo também Dead Famous (Finados Famosos), tendo depois sida feita uma fusão. Foram escritas por vários autores, alguns deles como escritores-fantasma, atribuindo os livros às celebridades por eles tratadas. Existem várias outras séries relacionadas, em inglês.

## Abordagem
Trata-se de uma coleção infanto-juvenil de livros enciclopédicos ilustrados. Foram concebidos para cativar as crianças e os jovens para a educação e conhecimento de variadas matérias através de uma abordagem inovadora e incomum, usando ironia, informalidade, humor e interacção, mostrando os aspectos, entre outros, mais desagradáveis, engraçados, estranhos e violentos das matérias, e conquistando por fim os leitores defendendo a posição de que as escolas, do modelo de educação tradicional estabelecido, são «enfadonhas», contrastando-as com os livros apresentados, que prometem nunca ser aborrecidos e alinham-se do lado dos jovens leitores na busca de verdades omitidas e de educação divertida.

### Titulação
Os títulos dos livros em inglês seguem um padrão. São compostos por um nome e um adjectivo aliterados, isto é, com letras ou sons em comum entre as duas palavras. Na versão portuguesa dos títulos, o formato não é respeitado e a aliteração não é usada, apesar de contribuir para o sucesso do título e de ser um elemento da coleção.
| Título original inglês | Título em Portugal          |
| ---------------------- | --------------------------- |
| Horrible Histories     | História Horrível           |
| The Incredible Incas   | Incas aos bocadinhos        |
| The Vicious Vikings    | Feios, Porcos, e Viquingues |
| Ugly Bugs              | Insectos à solta            |
| Desperate Deserts      | Que Seca de Deserto         |
| Groovy Movies          | Malucos do Cinema           |

## Recepção
A coleção global tornou-se um grande sucesso comercial, sendo que ainda hoje se registam vendas. Já foram vendidos mais de um milhão de exemplares no Brasil e vários outros milhões no resto do mundo.
A versões originais em inglês receberam críticas favoráveis e vários prémios e nomeações.

## Categorização
Alguns dos muitos livros originalmente em inglês foram traduzidos para várias línguas, sendo agrupados de maneira diferente conforme a língua, o país e a edição. Existem alguns livros exclusivos a certas línguas.
| Categorização no Brasil | Categorização em Portugal | Categorização em inglês |
| ----------------------- | --- | --- |
| Saber Horrível          | Os Horríveis - História Horrível - Histórias Horríveis - Ciência Horrível - Geografia Horrível - Cultura Horrível Finados Famosos | Horrible Histories (Histórias Horríveis) Horrible Science (Ciência Horrível) Horrible Geography (Geografia Horrível) Horribly Famous / Dead Famous (Horrivelmente Famosos / Finados Famosos) Totally / The Knowledge (Completamente / O Saber; correspondente à sub-coleção portuguesa Cultura Horrível) Vários outros (não foram traduzidos para português) |

A série original chamou-se Horrible Histories (Histórias Horríveis). Foi dela que derivaram outras séries, como Horrible Science (Ciência Horrível), Horrible Geography (Geografia Horrível); Totally (Completamente), originalmente chamada The Knowledge (O Saber) e correspondente à sub-coleção portuguesa Cultura Horrível; Horribly Famous (Horrivelmente Famosos), originalmente havendo também Dead Famous (Finados Famosos), tendo depois sida feita uma fusão; e várias outras séries relacionadas (em inglês).
Em Portugal, o conjunto das coleções foi chamado de Os Horríveis, que não acontece em inglês. A série Finados Famosos é no entanto agrupada à parte, apesar de ser idêntica. É publicado pela editora Publicações Europa-América. As sub-coleções são: História Horrível, Histórias Horríveis, Ciência Horrível, Geografia Horrível e Cultura Horrível (esta última, melhor enquadrada com a titulação das outras séries em português do que em inglês, onde se chama The Knowledge).
No Brasil, existem apenas alguns livros traduzidos e todos numa única coleção denominada de Saber Horrível, editada pela Editora Melhoramentos.

## Lista de coleções e títulos

### No Brasil

#### Saber Horrível
- Arte Atroz
- Assombrosos Astecas
- Bichos Nojentos
- Caos Químico
- Digestão Nojenta
- Doenças Mortais
- Eletricidade Chocante
- Espantosos Egípcios
- Forças Fatais
- Grandes Gregos
- Incríveis Incas
- Matemática Mortífera
- Medidas Desesperadas
- Monstros Microscópicos
- Natureza Nojenta
- Rios Arrasadores
- Robôs Rebeldes
- Sangue, Ossos e Pedacinhos
- Tempo Ruim
- Terríveis Romanos
- Vulcões Violentos

### Em Portugal

#### Os Horríveis
Ciência Horrível
- A Terrível verdade sobre o tempo (Nick Arnold)
- Animais Ferozes (Nick Arnold e Tony De Saulles)
- As Forças Fatais (Nick Arnold)
- Digestão Nojenta (Nick Arnold)
- Evolui ou Morre (Phil Gates)
- Experiências Malcheirosas (Nick Arnold e Tony de Saulles)
- Insectos à solta (Nick Arnold)
- Invenções Diabólicas (Nick Arnold e Tony De Saulles)
- Luz Assustadora (Nick Arnold)
- Medicina Sangrenta (Nick Arnold e Tony De Saulles)
- Miolos Pensadores (Nick Arnold)
- Monstros Microscópicos (Nick Arnold)
- Natureza Repelente (Nick Arnold)
- O Desatino dos Barulhos (Nick Arnold e Tony de Saulles)
- O Enorme livro dos Jogos, Testes e Actividades (Nick Arnold e Tony de Saulles)
- Planeta em Perigo (Nick Arnold)
- Química Explosiva (Nick Arnold)
- Sangue, Ossos e Pedacinhos (Nick Arnold)
- Venenos Dolorosos (Nick Arnold)
- Volts, Fusíveis e Esticões (Nick Arnold)

Títulos especiais
- A Espantosa Ciência de Tudo e Mais Alguma Coisa (Nick Arnold e Tony de Saulles)
- Dinossáurios Perigosos - Livro de Puzzles (Nick Arnold)

Cultura Horrível
- A Fúria do Euro - Europeus de Futebol 1969-2004 (Michael Coleman)
- A Incrível Internet (Michael Cox)
- Abana o Capacete (Michael Cox)
- Apanhados da Bola (Michael Coleman)
- Apanhados dos Bits (Michael Coleman)
- Arqueologia Pavorosa (Nick Arnold)
- Chocolate da Penica (Alan MacDonald)
- Dinossáurios Esquelécticos (Martin Olivier)
- Edifícios com Telha (Michael Cox)
- Futuro bué fantástico (Dr. Mike Goldsmith)
- Mais Matemáticas Assassinas (Kjartan Postkit)
- Malucos do Cinema (Martin Olivier)
- Matemáticas Assassinas (Kjartan Postkit)
- Modas d' Arrasar (Michael Cox)
- Números: A Chave do Universo (Kjartan Postkit)
- Os Aritmetruques Essenciais (Kjartan Postkit)
- Sudoku (Kjartan Poskitt e Michael Mepham)
- Uma Galáxia Marada (Kjartan Postkit)
- Vómitos Artísticos (Michael Cox)

Geografia Horrível
- Alforrecas, Tubarões e Profundezas (Anita Ganeri)
- Apanhados do clima (Anita Ganeri)
- Cuspidelas Terrestres (Anita Ganeri)
- Ilhas Bué Selvagens (Anita Ganeri)
- Lagos Monstruosos (Anita Ganeri)
- Pólos Trementes (Anita Ganeri)
- Picos Arrepiantes (Anita Ganeri)
- Que seca de deserto (Anita Ganeri)
- Rios Raivosos (Anita Ganeri)
- Tremeliques Terrestres - Tudo sobre Terramotos ou apenas Tremeliques Terrestres (Anita Ganeri)

Títulos especiais
- Exploradores Intrépidos (Anita Ganeri)

História Horrível
- A Terrível História do Mundo (Terry Deary e Martin Brown)
- A Terrível Primeira Guerra «Mundial» (Terry Deary)
- A Terrível Primeira «Guerra Mundial" (Terry Deary)
- Barafunda Medieval (Terry Deary)
- Factos Marados (Terry Deary e Martin Brown)
- Feios, Porcos e Viquingues (Terry Deary)
- Governantes nojentos (Terry Deary)
- Incas aos bocadinhos (Terry Deary)
- O Horrível Natal (Terry Deary)
- Os Aztecas Sanguinários (Terry Deary)
- Os Celtas safados (Terry Deary)
- Os Egípcios Espantosos (Terry Deary e Peter Hepplewhite)
- Os Gregos Baris (Terry Deary)
- Os Miseráveis Romanos (Terry Deary)
- Os Romanos Sanguinários (Terry Deary)
- Os Selvagens do Calhau (Terry Deary)
- Os Terríveis Egípcios (Terry Deary e Martin Brown)
- Terrível Diário (Terry Deary)

Histórias Horríveis
- O Túmulo do Tesouro (Terry Deary e Martin Brown)
- Uma Desgraça de Muralha (Terry Deary e Martin Brown)

#### Finados Famosos
- Al Capone e o seu Gang (Alan McDonald)
- Albert Einstein e o seu Universo Insuflável (Mike Goldsmith)
- Alexandre o Grande e A Sua Mania das Grandezas (Phil Robins)
- Cientistas e as Suas Experiências Explosivas
- Cleópatra e a sua víbora
- Henrique VIII e o seu Cepo
- Horácio Nelson e a Sua Vitória
- Inventores e as suas Ideias Brilhantes
- Júlio César e Os Seus Amigos da Onça
- Joana D'Arc e as suas Ordens de Marcha
- Leonardo Da Vinci e o Seu Supercérebro
- Newton e a sua Maçã
- Piratas das Caraíbas
- Spartacus e os seus Gloriosos Gladiadores
- Tutankhamon e a Sua Rica Tumba
- William Shakespeare e os seus Actos Dramáticos

### Na língua inglesa
Existem vários títulos publicados em inglês que não foram traduzidos para português. Como exemplos apenas:
- Horrible Geography: Bloomin' Rainforests (Anita Ganeri) — Geografia Horrível: «Florestas Florescentes» (Anina Ganeri)
- Horrible Science: The Fearsome Fight for Flight (Nick Arnold, Tony De Saulles) — Ciência Horrível: «A Célere Correria ao Céu» (Nick Arnold e Tony De Saulles)